# Patrick Stump
Patrick Stump (født Patrick Martin Stumph den 27. april 1984 in Glenview, Illinois) er en amerikansk sanger, komponist og producer. Han er mest kendt som forsanger i bandet Fall Out Boy.
Han fjernede H'et i sit efternavn, da han blev medlem af Fall Out Boy, eftersom mange stavede hans navn forkert og derfor ville undgå misforståelser i fremtiden. Før han var med i Fall Out Boy, spillede han i nogle andre bands på sin high school, men der spillede han på trommer. Han havde hverken sunget for et band eller haft sangtimer før han kom med i Fall Out Boy.
Stump kan kendes på, at han altid bærer enten kasket eller hue, samt har bakkenbarter.
Han kommer fra en musikalsk familie, hvor faderen er folkesanger og broderen violinist. Forældrene blev skilt, da han var 8 år gammel. Selvom forældrene blev skilt og de ikke var specielt rige, mener han selv, at han har haft en god barndom.
Som producer har han arbejdet med Gym Class Heroes, The Hush Sound, Cobra Starship og Lupe Fiasco

## Gæsteoptrædener
| År   | Titel                    | Band                   |
| ---- | ------------------------ | ---------------------- |
| 2002 | Breakaway                | Knockout               |
| 2005 | Second Chances           | October Fall           |
| 2005 | Everything Is Alright    | Motion City Soundtrack |
| 2005 | Cupid's Chokehold        | Gym Class Heroes       |
| 2006 | Clothes Off!!            | Gym Class Heroes       |
| 2006 | Don't Wake Me Up         | The Hush Sound         |
| 2006 | One Day I'll Stay Home   | Misery Signals         |
| 2007 | If You Could Remember    | Damnation A.D.         |
| 2007 | King Of Wishful Thinking | New Found Glory        |
| 2007 | Outside These Ciy Walls  | The Kill Pill          |
| 2007 | Guilty Pleasure          | Cobra Starship         |
| 2008 | Birthday girl            | The Roots              |